# مانويل روي
مانويل روي (بالبرتغالية: Manuel Rui‏) هو كاتب أنغولي، ولد في عقد 1940 في هوامبو في أنغولا.